# Uva de Caminhão
Uva de Caminhão é um samba-maxixe composto por Assis Valente e gravado por Carmen Miranda com o conjunto Odeon em 21 de março de 1939. A canção foi o último grande sucesso da dupla antes de Carmen embarcar para os Estados Unidos, em maio daquele ano.

## Regravações
Wanderléa regravou a canção para o álbum Canta Choros (2023). Olivia Byington também interpretou a música para o DVD Ao Vivo – A Vida é Perto. Além disso, "Uva de Caminhão" está presente no álbum Marília Pêra Canta Carmen Miranda.
Outras gravações da canção incluem as de Marlene, Ademilde Fonseca, Marcos Sacramento, Mariana Baltar.   